# Rejon złynkowski
Rejon złynkowski (ros. Злынковский район) – rejon w Rosji, w obwodzie briańskim, ze stolicą w Złynce. Od zachodu graniczy z Białorusią.